# Robert Dinwiddie
Robert Dinwiddie (Schotland, 1982) is een Engels, professioneel golfer.
Dinwiddie is de oudste van de drie zonen van Alastair en Ann Dinwiddie. Hij studeerde aan de Universiteit van Tennessee en woont sindsdien in Londen.

## Amateur
Dinwiddie won in 2005 het Welsh en Schots amateurkampioenschap, en stond bovenaan de rangorde van de Engelse amateurgolfers. Daarna won hij het Engels Amateur Kampioenschap, bekend onder de naam Brabazon Trophy, in 2006 en werd daarmee de eerste speler die de drie titels gelijktijdig had. Hij zat van 2004 - 2006 in de nationale selectie.

#### Gewonnen
- 2005: Welsh amateurkampioenschap, Schots amateurkampioenschap,
- 2006: Engels amateurkampioenschap

#### Teams
- Walker Cup: 2005
- St Andrews Trophy: 2006 (winnaars)

Seniors 2004-06

## Professional
Eind 2006 werd Dinwiddie professional. Hij ging naar de Tourschool en speelde in 2007 op de European Challenge Tour (CT). Hij won twee toernooien en eindigde 8ste op de Order of Merit, zodat hij in 2008 op de Europese PGA Tour mocht spelen. Daar behaalde hij in zijn eerste seizoen vijf top 10-plaatsen, onder andere een derde plaats op het BMW Asian Open en een zesde plaats op het Barclays Scottish Open. Hij was runner-up voor de Henry Cotton Rookie of the Year Award, die gewonnen werd door Pablo Larrazábal. Hij kwalificeerde zich op Walton Heath Golf Club voor het US Open en eindigde op het US Open op een gedeelde 16de plaats.

### Gewonnen

#### Europese Challenge Tour
- 2007: Scottish Challenge, Rolex Trophy
- 2010: Kenya Open

## Baanrecords
- Ronde van 63 tijdens het BMW PGA Championship